# Hauptpost (Gliwice)

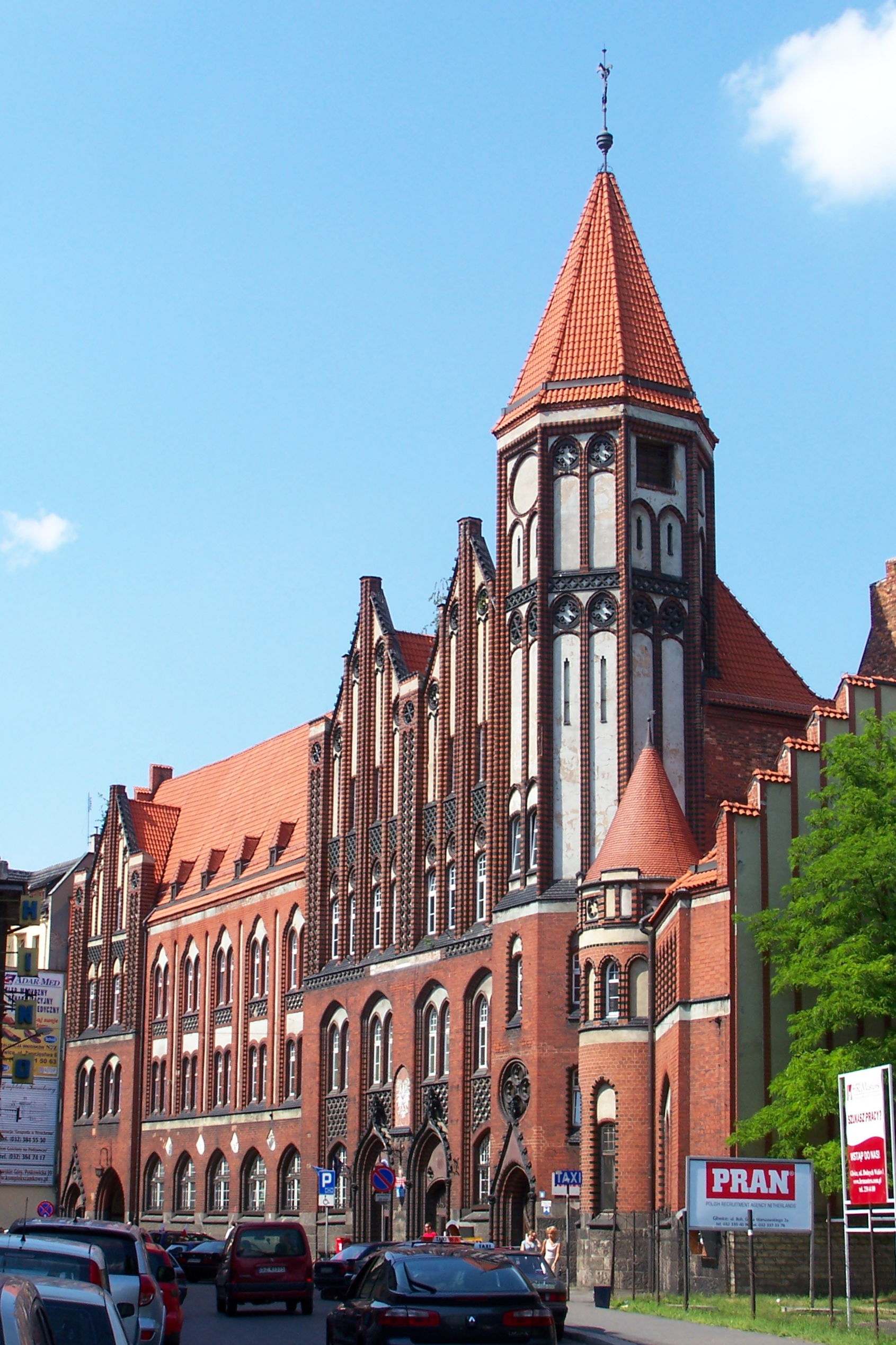
Hauptpost in Gliwice

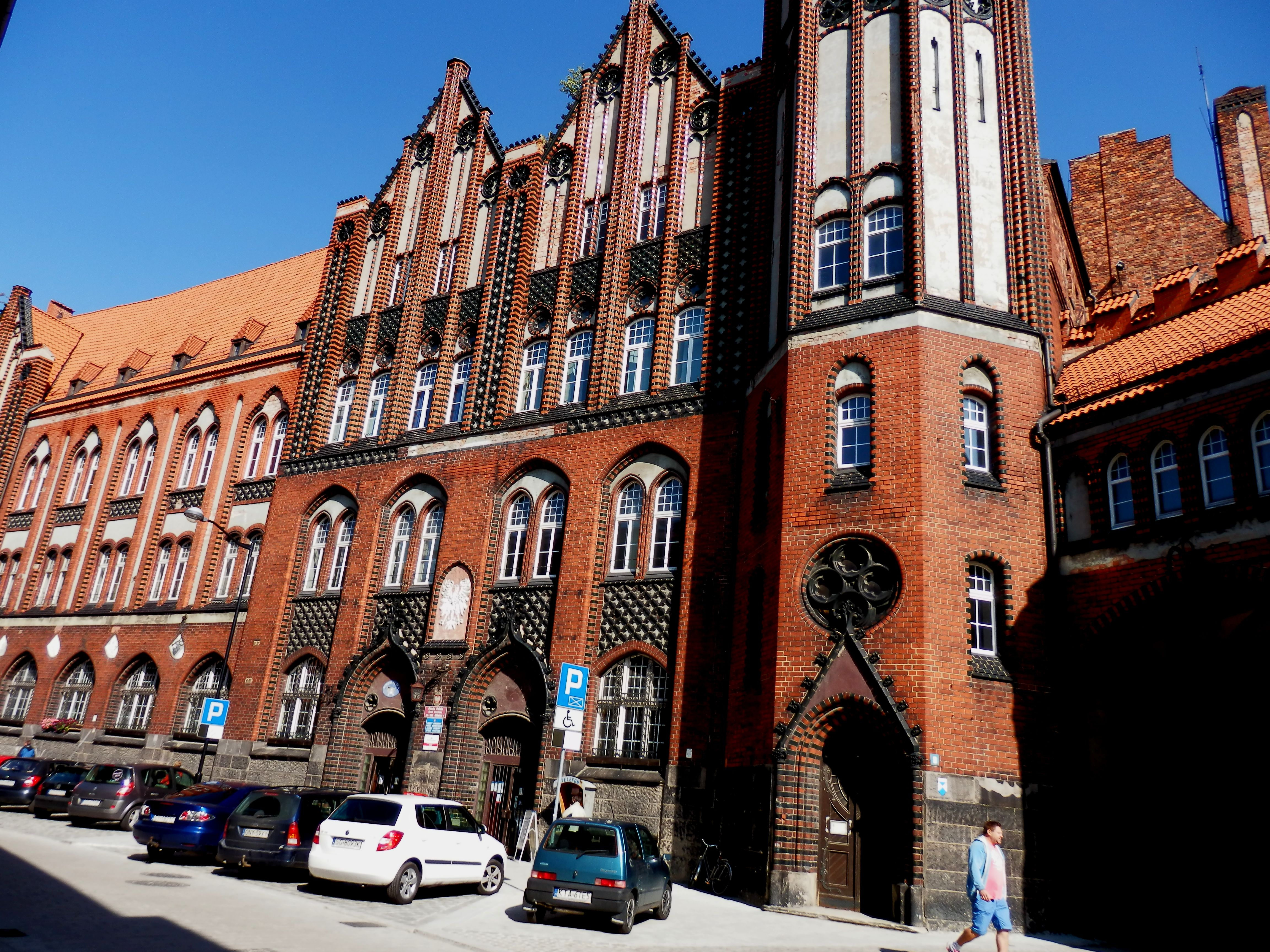
Der Haupteingang

Die ehemalige Hauptpost im oberschlesischen Gliwice (deutsch Gleiwitz) ist ein historistisches Gebäude in der Innenstadt. Sie befindet sich an der Nordseite der Niederwallstraße (ulica Dolnych Wałów) in der Nähe der Altstadt. Das Hauptpostgebäude wurde in das Denkmalregister der Woiwodschaft Schlesien aufgenommen.

## Geschichte
Das Hauptpostgebäude entstand in den Jahren 1903 bis 1906 auf dem Grundstück der Gleiwitzer Börse. Das neue Postgebäude an der Niederwallstraße ersetzte das alte Postamt an der Wilhelmstraße von 1887. Das alte Gebäude wurde zu klein und ein Erweiterungsbau konnte an dieser Stelle nicht ausgeführt werden. Beim Bau der Hauptpost wurden 1,75 Millionen Ziegel verwendet. Neben der Post befanden sich auch das Telegrafenamt und Wohnungen für die Direktoren. 1935 wurde ein Lager- und Bürogebäude errichtet. Es wurde bis 2015 durchgängig als Postgebäude genutzt. 2015 zog die polnische Post aus dem Gebäude aus und es wird seitdem als Bürogebäude genutzt.

## Architektur
Die Hauptpost ist ein neogotisches Backsteingebäude und hat eine Länge von 67 Metern. Das Postgebäude besitzt einen großen Turm und einen kleinen Eckturm. Ein Gestaltungselement zwischen den roten Ziegeln sind die grün glasierten Ziegelsteine. Darüber hinaus besitzt die Fassade Zierputzflächen. Im Erdgeschoss befinden sich an der Fassade mehrere weiße Wappenkartuschen.
Über dem Haupteingang befindet sich ein Doppelgiebel, so wie ein weiterer Giebel über dem westlichen Eingang.